# Pariato da Irlanda
O Pariato da Irlanda é o termo usado para se referir àqueles pares do reino criados pelos monarcas britânicos na condição de Rei da Irlanda. Antes de 1801, pares do reino irlandeses tinham o direito de se sentarem na Câmara dos Lordes Irlandesa; porém, depois da união em 1801, eles elegeram 28 pares do reino representantes para a Câmara dos Lordes. Esse costume acabou em 1922, com a criação do Estado Livre Irlandês.
Pariatos irlandeses continuaram a ser criados por algum tempo depois de 1801 como uma maneira de criar pariatos que não transmitissem um lugar na Câmara dos Lordes; no entanto, o tratado de União mudou as restrições: três deveriam ser extintos antes que um pudesse ser transmitido, até que houvesse apenas 100 pariatos irlandeses. O último a ser transferido foi para George Curzon, 1.° Marquês Curzon de Kedleston, em 1898.
Na tabela seguinte de pares do reino irlandeses, títulos mais altos ou equáveis em outros pariatos estão listados. Se um par do reino detém um título inferior nos Pariatos da Inglaterra, da Grã-Bretanha ou do Reino Unido (e, por isso, obteve um lugar na Câmara dos Lordes), tal título inferior será listado também.

## Duques no Pariato da Irlanda
| Título            | Criação | Outros títulos                                                                           |
| ----------------- | ------- | ---------------------------------------------------------------------------------------- |
| Duque de Leinster | 1766    | Visconde Leinster no Pariato da Grã-Bretanha; Lorde Kildare no Pariato do RU.            |
| Duque de Abercorn | 1868    | Conde de Abercorn no Pariato da Escócia; Marquês de Abercorn no Pariato da Grã-Bretanha. |

## Marqueses no Pariato da Irlanda
| Título                 | Criação | Outros títulos                                    |
| ---------------------- | ------- | ------------------------------------------------- |
| Marquês de Waterford   | 1789    | Lorde Tyrone no Pariato da Grã-Bretanha.          |
| Marquês de Downshire   | 1789    | Conde de Hillsborough no Pariato da Grã-Bretanha. |
| Marquês de Donegall    | 1791    | Lorde Fisherwick no Pariato da Grã-Bretanha.      |
| Marquês de Headfort    | 1800    | Lorde Kenlis no Pariato do RU.                    |
| Marquês de Sligo       | 1800    | Lorde Mont Eagle no Pariato do RU.                |
| Marquês de Ely         | 1801    | Lorde Loftus no Pariato do RU.                    |
| Marquês Conyngham      | 1816    | Lorde Minster no Pariato do RU.                   |
| Marquês de Londonderry | 1816    | Conde Vane no Pariato do RU.                      |

## Condes no Pariato da Irlanda
| Título                         | Criação    | Outros títulos e observações                                                           |
| ------------------------------ | ---------- | -------------------------------------------------------------------------------------- |
| Conde de Waterford             | 1446       | Conde de Shrewsbury no Pariato da Inglaterra; Conde Talbot no Pariato da Grã-Bretanha. |
| Conde de Cork e Orrery         | 1620; 1660 | Lorde Boyle de Marston no Pariato da Grã-Bretanha.                                     |
| Conde de Westmeath             | 1621       |                                                                                        |
| Conde de Desmond               | 1622       | Conde de Denbigh no Pariato da Inglaterra.                                             |
| Conde de Meath                 | 1627       | Lorde Chaworth no Pariato do RU.                                                       |
| Conde de Cavan                 | 1647       |                                                                                        |
| Conde de Drogheda              | 1661       | Lorde Moore de Cobham no Pariato do RU.                                                |
| Conde de Granard               | 1684       | Lorde Granard no Pariato do RU.                                                        |
| Conde de Milltown              | 1722       | inativo (1891)                                                                         |
| Conde de Kerry e Shelburne     | 1722; 1753 | Marquês de Lansdowne no Pariato da Grã-Bretanha.                                       |
| Conde de Darnley               | 1725       | Lorde Clifton no Pariato da Inglaterra.                                                |
| Conde de Egmont                | 1733       | Lorde Lovel e Holland no Pariato da Grã-Bretanha.                                      |
| Conde de Bessborough           | 1739       | Lorde Ponsonby de Sysonby no Pariato da Grã-Bretanha.                                  |
| Conde de Carrick               | 1748       | Lorde Butler no Pariato do RU.                                                         |
| Conde de Shannon               | 1756       | Lord Carleton no Pariato da Grã-Bretanha.                                              |
| Conde de Mornington            | 1760       | Duque de Wellington no Pariato do RU.                                                  |
| Conde de Arran                 | 1762       | Lorde Sudley no Pariato do RU.                                                         |
| Conde de Courtown              | 1762       | Lorde Saltersford no Pariato da Grã-Bretanha.                                          |
| Conde de Mexborough            | 1766       |                                                                                        |
| Conde Winterton                | 1766       |                                                                                        |
| Conde de Kingston              | 1768       |                                                                                        |
| Conde de Roden                 | 1771       |                                                                                        |
| Conde de Lisburne              | 1776       |                                                                                        |
| Conde de Clanwilliam           | 1776       | Lorde Clanwilliam no Pariato do RU.                                                    |
| Conde de Antrim                | 1785       |                                                                                        |
| Conde de Carhampton            | 1785       |                                                                                        |
| Conde de Longford              | 1785       | Lorde Silchester no Pariato do RU.                                                     |
| Conde de Portarlington         | 1785       |                                                                                        |
| Conde de Mayo                  | 1785       |                                                                                        |
| Conde Annesley                 | 1789       |                                                                                        |
| Conde de Enniskillen           | 1789       | Lorde Grinstead no Pariato do RU.                                                      |
| Conde Erne                     | 1789       | Lorde Fermanagh no Pariato do RU.                                                      |
| Conde de Lucan                 | 1795       | Lorde Bingham no Pariato do RU.                                                        |
| Conde Belmore                  | 1797       |                                                                                        |
| Conde Castle Stewart           | 1800       |                                                                                        |
| Conde de Donoughmore           | 1800       | Visconde Hutchinson no Pariato do RU.                                                  |
| Conde de Caledon               | 1800       |                                                                                        |
| Conde de Limerick              | 1803       | Lorde Foxford no Pariato do RU.                                                        |
| Conde de Clancarty             | 1803       | Visconde Clancarty no Pariato do RU.                                                   |
| Conde de Gosford               | 1806       | Lorde Worlingham no Pariato do RU.                                                     |
| Conde de Rosse                 | 1806       |                                                                                        |
| Conde de Normanton             | 1806       | Lorde Mendip no Pariato da Grã-Bretanha.                                               |
| Conde de Kilmorey              | 1822       |                                                                                        |
| Conde de Dunraven e Mount-Earl | 1822       |                                                                                        |
| Conde de Listowel              | 1822       | Lorde Hare no Pariato do RU.                                                           |
| Conde de Norbury               | 1827       |                                                                                        |
| Conde de Ranfurly              | 1831       | Lorde Ranfurly no Pariato do RU.                                                       |

## Viscondes no Pariato da Irlanda
| Título                        | Criação    | Outros títulos                                        |
| ----------------------------- | ---------- | ----------------------------------------------------- |
| Visconde Gormanston           | 1478       | Lorde Gormanston no Pariato do RU.                    |
| Visconde Mountgarret          | 1550       | Lorde Mountgarret no Pariato do RU.                   |
| Visconde Wilmot               | 1621       |                                                       |
| Visconde Valentia             | 1622       |                                                       |
| Visconde Dillon               | 1622       |                                                       |
| Visconde Lumley               | 1628       | Conde de Scarbrough no Pariato da Inglaterra.         |
| Visconde Massereene e Ferrard | 1660; 1797 | Barão Oriel no Pariato do RU.                         |
| Visconde Cholmondeley         | 1661       | Marquês de Cholmondeley no Pariato do RU.             |
| Visconde Charlemont           | 1665       |                                                       |
| Visconde Downe                | 1681       | Lorde Dawnay no Pariato do RU.                        |
| Visconde Molesworth           | 1716       |                                                       |
| Visconde Chetwynd             | 1717       |                                                       |
| Visconde Midleton             | 1717       | Lorde Brodrick no Pariato da Grã-Bretanha.            |
| Visconde Boyne                | 1717       | Lorde Brancepth no Pariato do RU.                     |
| Visconde Grimston             | 1719       | Conde de Verulam no Pariato do RU.                    |
| Visconde Gage                 | 1720       | Lorde Gage de High Meadow no Pariato da Grã-Bretanha. |
| Visconde Palmerston           | 1723       |                                                       |
| Visconde Galway               | 1727       |                                                       |
| Visconde Powerscourt          | 1743       | Lorde Powerscourt no Pariato do RU.                   |
| Visconde Ashbrook             | 1751       |                                                       |
| Visconde Southwell            | 1776       |                                                       |
| Visconde De Vesci             | 1776       |                                                       |
| Visconde Lifford              | 1781       |                                                       |
| Visconde Bangor               | 1781       |                                                       |
| Visconde Doneraile            | 1785       |                                                       |
| Visconde Harberton            | 1791       |                                                       |
| Visconde Hawarden             | 1793       |                                                       |
| Visconde Mountjoy             | 1796       | Marquês de Bute no Pariato da Grã-Bretanha.           |
| Visconde Monck                | 1801       | Lorde Monck no Pariato do RU.                         |
| Visconde Gort                 | 1816       |                                                       |

## Barões no Pariato da Irlanda
| Título                              | Criação | Outros títulos                                                                                      |
| ----------------------------------- | ------- | --------------------------------------------------------------------------------------------------- |
| Lorde Kingsale                      | 1397    | |
| Lorde Dunsany                       | 1439    | |
| Lorde Trimlestown                   | 1461    | |
| Lorde Dunboyne                      | 1541    | |
| Lorde Louth                         | 1541    | |
| Lorde Inchiquin                     | 1543    | |
| Lorde Digby                         | 1620    | Lord Digby in the Peerage of Great Britain                                                          |
| Lorde Baltimore                     | 1625    | |
| Lorde Conway e Killutagh            | 1712    | Marquês de Hertford no Pariato da Grã-Bretanha.                                                     |
| Lorde Carbery                       | 1715    | |
| Lorde Aylmer                        | 1718    | |
| Lorde Farnham                       | 1756    | |
| Lorde Lisle de Mountnorth           | 1758    | |
| Lorde Clive de Plassey              | 1762    | Conde de Powis no Pariato do RU.                                                                    |
| Lorde Westcote de Balamere          | 1776    | Visconde Cobham no Pariato da Grã-Bretanha.                                                         |
| Lorde Macdonald de Slate            | 1776    | |
| Lorde Kensington                    | 1776    | Lorde Kensington no Pariato do RU.                                                                  |
| Lorde Newborough                    | 1776    | |
| Lorde Massy                         | 1776    | |
| Lorde Muskerry                      | 1781    | |
| Lorde Hood de Catherington          | 1782    | Visconde Hood no Pariato da Grã-Bretanha.                                                           |
| Lorde Sheffield                     | 1783    | Lorde Stanley de Alderley e Eddisbury no Pariato do RU.                                             |
| Lorde Kilmaine                      | 1789    | |
| Lorde Auckland                      | 1789    | Lorde Auckland no Pariato da Grã-Bretanha.                                                          |
| Lorde Waterpark                     | 1792    | |
| Lorde Bridport de Cricket St Thomas | 1794    | Visconde Bridport no Pariato do RU.                                                                 |
| Lorde Graves                        | 1794    | |
| Lorde Huntingfield                  | 1796    | |
| Lorde Carrington                    | 1796    | Lorde Carrington no Pariato da Grã-Bretanha; Lorde Carington de Upton (vitalício) no Pariato do RU. |
| Lorde Rossmore                      | 1796    | Lorde Rossmore no Pariato do RU.                                                                    |
| Lorde Hotham                        | 1797    | |
| Lorde Crofton                       | 1797    | |
| Lorde ffrench                       | 1798    | |
| Lorde Henley                        | 1799    | Lorde Northington no Pariato do RU.                                                                 |
| Lorde Langford                      | 1800    | |
| Lorde Henniker                      | 1800    | Lorde Hartismere no Pariato do RU.                                                                  |
| Lorde Ventry                        | 1800    | |
| Lorde Dunalley                      | 1800    | |
| Lorde Clanmorris                    | 1800    | |
| Lorde Ashtown                       | 1800    | |
| Lorde Rendlesham                    | 1806    | |
| Lorde Castlemaine                   | 1812    | |
| Lorde Decies                        | 1812    | |
| Lorde Garvagh                       | 1818    | |
| Lorde Talbot de Malahide            | 1831    | |
| Lorde Carew                         | 1834    | Lorde Carew no Pariato do RU.                                                                       |
| Lorde Oranmore e Browne             | 1836    | Lorde Mereworth no Pariato do RU.                                                                   |
| Lorde Bellew                        | 1848    | |
| Lorde Rathdonnell                   | 1868    | |